# Emarginula pumila
Emarginula pumila är en snäckart som först beskrevs av Arthur Adams 1852.  Emarginula pumila ingår i släktet Emarginula och familjen nyckelhålssnäckor. Inga underarter finns listade i Catalogue of Life.